# Kanton Montpellier-1
Kanton Montpellier-1 (francouzsky Canton de Montpellier-1) je francouzský kanton v departementu Hérault v regionu Languedoc-Roussillon. Tvoří ho pouze část města Montpellier a jeho městské čtvrti Ecusson, Centre Historique, Comédie, Gares, Clemenceau, Gambetta, Rondelet a Nouveau Saint Roch.